# 토마토달걀볶음

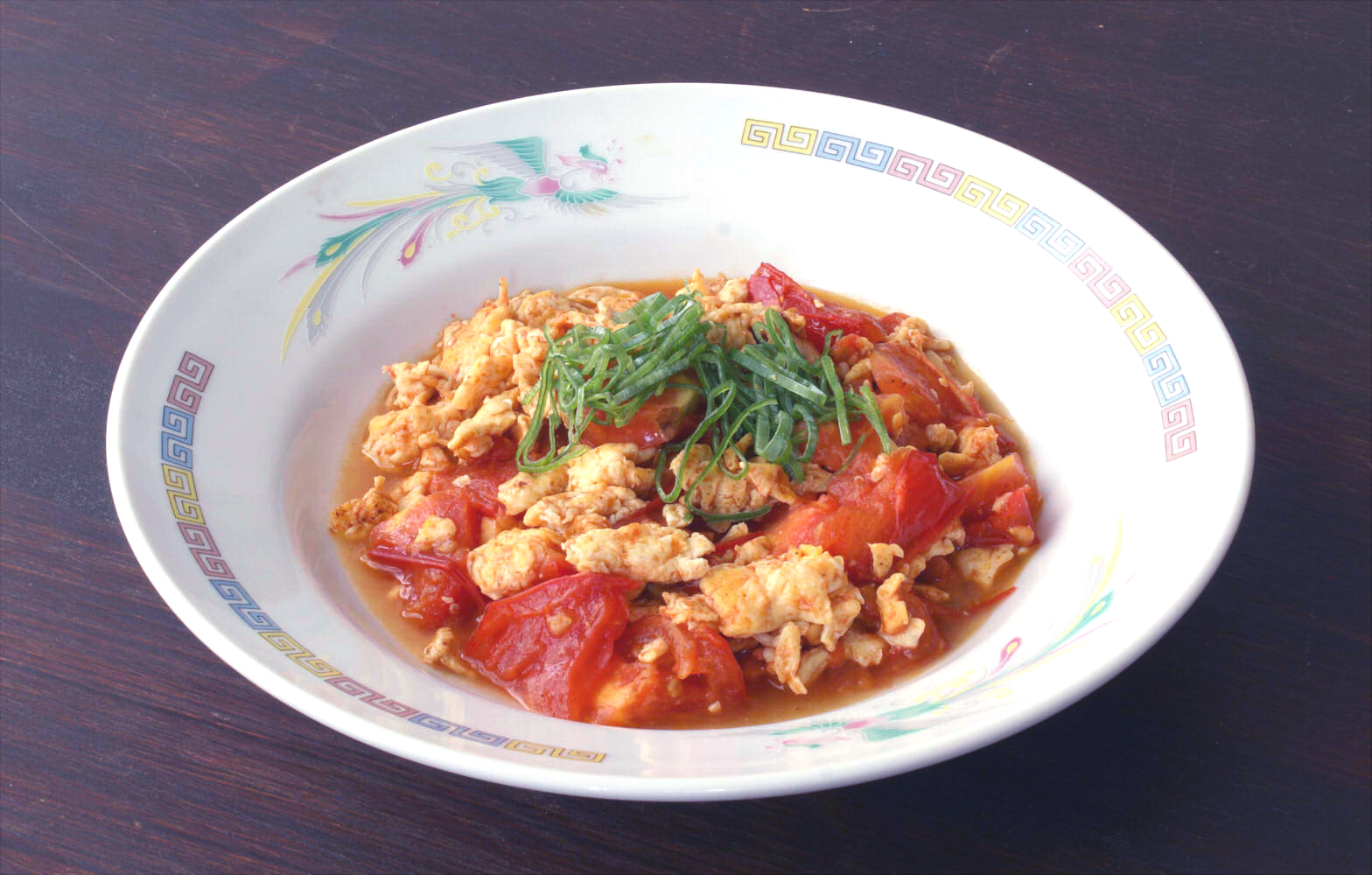
토마토 달걀 볶음

토마토 달걀 볶음, 이름하여 시홍스차오지단 (중국어: 西紅柿炒雞蛋, 병음: xīhóngshì chǎo jīdàn, 광둥어: sāi hùhng chíh cháau gāi daahn)은 중국의 요리이다. 본요리로 나오는 것 중 하나로, 간단하고 빠르게 요리할 수 있기 때문에 학생들 사이에서 인기가 높은 요리이다.
베트남 필리핀에서도 이 요리를 먹는데 주로 아침에 마늘 볶음밥과 곁들이거나 판데살을 반으로 갈라 안에 넣어 샌드위치로 만들어 먹기도 한다.

## 조리법
우선 달걀은 사발에 깨넣어 섞고, 방울토마토와 대파는 조각조각 자른다. 그런 뒤 기름을 두른 프라이팬에 토마토를 약 1분간 볶고 소금을 뿌려 간을 맞춘 다음 마지막에 계란을 넣는다. 소금과 후춧가루를 간을 맞추고, 완전히 다 익을 때까지 볶는다.

## 영양가
대부분의 영양소가 익혀 먹어도 파괴되지 않는 토마토와 대부분의 인간에게 필요한 영양소를 가진 달걀을 사용했고, 그 외엔 채소들이 조미료로 첨가된 요리라서 높은 단백질과 영양가를 갖고 있다.

## 같이 보기
- 토마토달걀탕
- 달걀 요리 목록
- 토마토 요리 목록
- 오믈렛